# Marina Karellaová
Marina Karellaová (řecky: Μαρίνα Καρέλλα; 17. července 1940, Athény) je řecká umělkyně a manželka prince Michaela Řeckého a Dánského.

## Život
Marina Karellaová se narodila 17. července 1940 v Athénách průmyslníkovi Theodoru Karellaovi a Elly Chalikiopoulosové.
V roce 1960 byla Karellaová zapsána na Aténskou školu výtvarných umění, kde studovala až do roku 1963. Se studiem následně pokračovala na École des Beaux-Arts v Paříži a na Akademii výtvarných umění v Salcburku, kde se učila u významných umělců jako jsou Oskar Kokoschka a Yannis Tsarouchis.
Dne 7. února 1965 se v královském paláci v Athénách provdala za prince Michaela Řeckého a Dánského. Protože však manželství bylo považováno za nedynastické, nezískala automaticky titul „princezna Řecká a Dánská“ ani oslovení „Její královská Výsost“, ale místo toho je označována jako Marina, choť prince Michaela Řeckého a Dánského.
Pár má dvě dcery, princeznu Alexandru (* 15. října 1968, Athény) a princeznu Olgu (17. listopadu 1971, Athény).

## Práce
Karellaová začala svou kariéru v roce 1966, kdy představila svou první výstavu obrazů na Festivalu dvou světů v Itálii. Její raná kariéra byla silně inspirována tématy souvisejícími s Řeckem. V 70. letech vystavovala v Galerii Ioulas své Bílé obrazy, které jsou nyní považovány za nejslavnější kusy její tvorby. Následující desetiletí Karellaová uspořádala několik výstav v Galerii Earla McGratha v New Yorku, které zahrnovaly také spolupráci s Jackem Piersonem. V průběhu 90. let byla její práce uváděna v mnoha publikacích, včetně časopisů The New Yorker a New York.
Během své kariéry Karellaová uspořádala řadu výstav v různých městech po celém světě, jako je New York, Los Angeles, Athény, Brusel, Řím a Londýn, přičemž mnoho jejích děl je také hostováno v mnoha muzeích a institucích. V roce 2005 byla uspořádána retrospektivní výstava jejích prací v muzeu Benaki v Aténách.
V posledních letech se Karellaová stále více pouští do filantropické činnosti a v současnosti je zakladatelkou a prezidentkou Eliza, neziskové společnosti, která pracuje na prevenci krutosti vůči dětem.